# Stare Siekluki
Stare Siekluki – wieś sołecka w Polsce położona w województwie mazowieckim, w powiecie białobrzeskim, w gminie Stara Błotnica. Wieś przecina S7, (DK7).
W latach 1975–1998 miejscowość administracyjnie należała do województwa radomskiego.
Wierni kościoła rzymskokatolickiego należą do parafii św. Józefa w Starym Goździe.
W Sieklukach ok. 1510 urodził się Jan Seklucjan (inne wersje nazwiska: Jan Sieklucki, Jan z Siekluk), drukarz i wydawca pierwszego polskiego wydania Nowego Testamentu, pisarz i teolog reformacyjny.
18 października 2001 w wypadku samochodowym na drodze Warszawa–Radom zginął tu ordynariusz diecezji radomskiej, ks. biskup dr Jan Chrapek. 18 listopada odsłonięto w tym miejscu pamiątkowy krzyż wzorowany na podarowanym biskupowi przez papieża Jana Pawła II. Krzyż jest powiększony 23 razy – jako symbol 23 lat pontyfikatu papieża, wokół rozmieszczono 54 płyty symbolizujące wiek biskupa i posadzono 2 tuje jako symbol lat służby w Radomiu.